# Arne Altern
Arne Altern (sinh ngày 18 tháng 12 năm 1903 tại Kristiania, mất ngày 8 tháng 10 năm 1995 tại Modum) là một người dẫn chương trình radio và nhà nông học người Na Uy. Ông đã dẫn chương trình Landbrukshalvtimen trên Đài NRK trong hơn 25 năm.

## Tiểu sử và học vấn
Arne Altern lớn lên tại Bestum ở Aker. Ông tốt nghiệp nhà nông học tại Trường Nông nghiệp Mùa đông ở Kristiania vào tháng 4 năm 1923. Sau đó, ông làm việc trong bốn năm với tư cách là nhà nông học tại các trang trại ở Romerike, ở Bærum và ở Đan Mạch. Ông học tiếng Pháp bằng cách làm việc trong một công ty kinh doanh trồng trọt và hạt giống ở Paris. Sau đó, ông theo học tại Trường Khoa học Nông nghiệp Na Uy (NLH), nơi ông tốt nghiệp năm 1931. Sau đó, ông làm việc tại Cơ quan Kiểm soát Hạt giống Nhà nước, tại Các Thử nghiệm Tăng trưởng Đồng ruộng tại NLH, và quy hoạch các tòa nhà trang trại cho Hiệp hội Nông nghiệp Akershus.
Năm 1934, Arne Altern kết hôn với kiến trúc sư Ingeborg Dobloug (1903-1976), người ở Furnes, gần Hamar. Cùng năm đó, ông mua lại trang trại Nord-Fure trên Østmodum, nơi hai vợ chồng điều hành cho đến năm 1946. Trong thời gian này, ông cũng có một "attåtnæring" trong ngành kinh doanh ngũ cốc của Nhà nước, với tư cách là người mua ngũ cốc và thanh tra nhà máy ở Modum và Sigdal.
Hai người có sáu người con từ năm 1935 đến năm 1947. Năm người con đã lớn.

## Landbrukshalvtimen
Altern được tuyển dụng làm nhân viên nông nghiệp ở Norsk Rikskringkasting vào năm 1946. Ông giữ chức vụ này cho đến năm 1973, chỉ bị gián đoạn một năm khi ông được nhận làm nhân viên quảng cáo ở Norsk Leca. Với tính cách và sở thích linh hoạt của mình, Arne Altern đã có thể biến chương trình hàng tuần thành một tổ chức có phạm vi áp dụng rộng rãi trong các thính giả đài phát thanh Na Uy. Trong suốt chương trình Landbrukshalvtimen, ông đã đưa ra những thông tin hữu ích dành cho các chuyên gia cùng với việc phổ biến kinh nghiệm thiên nhiên và các dòng văn hóa-lịch sử lâu dài trong xã hội.

## Blaafarveværket
Là một thanh tra nhà máy, Arne Altern đã đi rất nhiều nơi ở Modum. Năm 1938, người ta đã quyết định phá dỡ cabin bằng kính tại nhà máy công nghiệp và khai thác không sử dụng ở Modum. Altern sau đó đã chủ động đến chăm sóc cơ sở. Mặc dù thực tế là công việc phá dỡ đã bắt đầu, Arne Altern - cùng với những người ủng hộ mà ông huy động - đã xoay sở để xoay chuyển tình thế và do đó đặt nền móng cho nơi mà sau này trở thành tổ chức văn hóa Blaafarveværket. Chiến dịch giải cứu Altern được mô tả trong cuốn sách Arne Altern tok affære của Håvard Altern.